# Национальный архив фото- и аудиодокументов

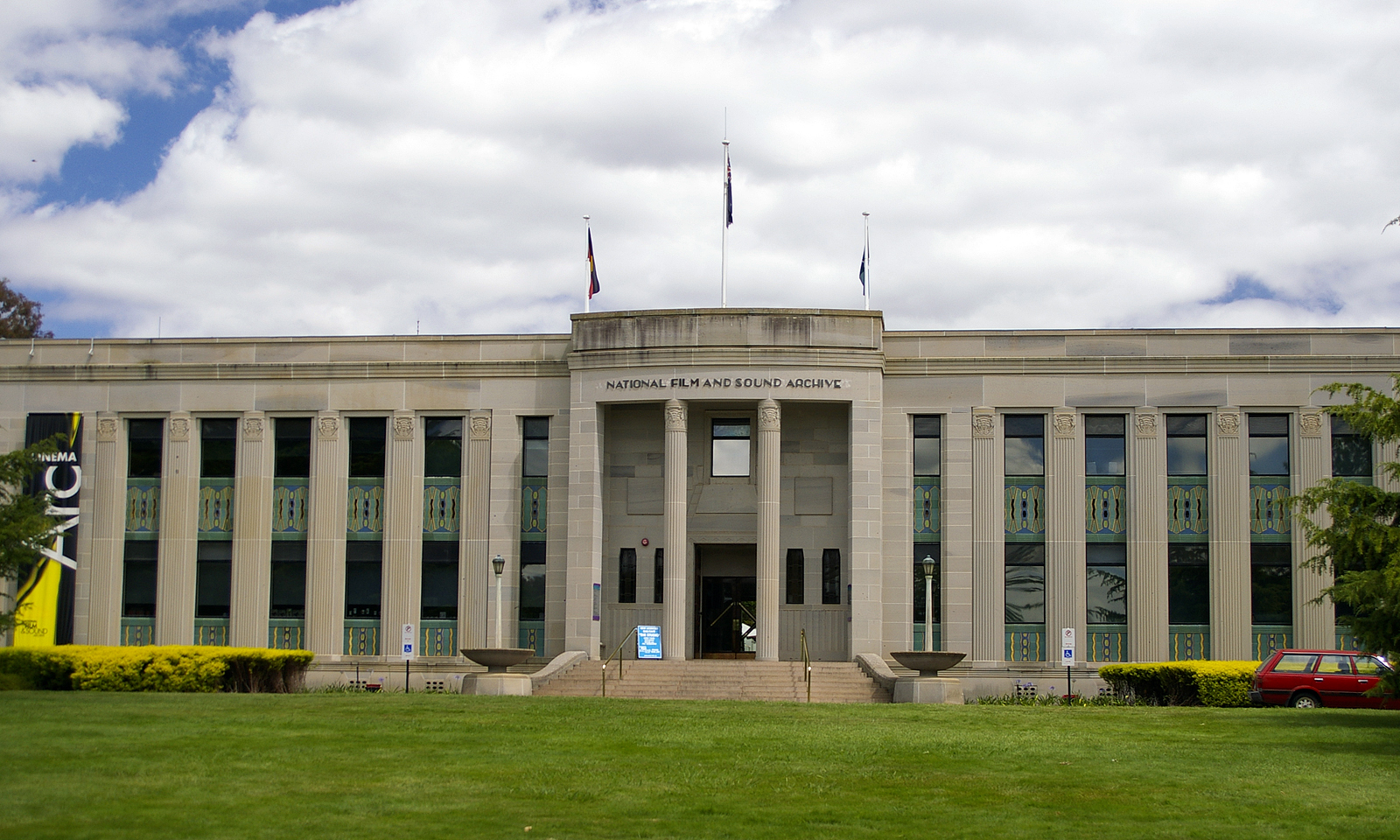
Здание архива

Национальный архив фото- и аудиодокументов (англ. National Film and Sound Archive) — австралийский аудиовизуальный архив, призванный сохранять, развивать и предоставлять доступ к национальной коллекции аудиовизуальных материалов. Коллекция включает широкий спектр документов от созданных в конце XIX века, когда звукозапись и фотография находились в зачаточном состоянии, до записанных в наши дни.
Как организация архив ведёт свою историю с момента первого образования в 1935 году в качестве Национальной исторической библиотеки кино- и звукозаписей в составе Национальной библиотеки Австралии. Свой нынешний статус обособленного органа государственной власти архив получил в 2008 году.
Расположен в столице Австралии городе Канберра, округ Северная Канберра, район Эктон.

## История организации

### Ранние годы в составе Национальной библиотеки
Начало работы архива может быть официально датировано образованием Национальной исторической библиотеки кино- и звукозаписей как части Национальной библиотеки Австралии в соответствии с решением правительства от 11 декабря 1935 года.

### Самостоятельная организация
После пребывания в составе Национальной библиотеки Австралии в течение почти 50 лет Национальный архив фото- и аудиодокументов был объявлен самостоятельной организацией решением Парламента от 5 апреля 1984 года. Тогда же для управления организацией был образован наблюдательный совет.
21 июня 1999 года архив был переименован в Экран-Звук Австралии, Национальная коллекция фильмов и звука. В начале 2000 года название было вновь изменено на Экран-Звук Австралии, Национальный архив фильмов и звука. В декабре 2004 года архиву было возвращено первоначальное название, Национальный архив фото- и аудиодокументов.

### Слияние с Австралийской комиссией по кинематографии
С 1 июля 2003 года архив перестал быть полуавтономной организацией, подчиняющейся Департаменту коммуникаций, информационных технологий и искусства и вошёл в качестве филиала, а затем подразделения в состав Австралийской комиссии по кинематографии, которая была гораздо меньше по размерам, чем архив. Эта реорганизация не получила поддержки руководителей архива, которые избрали стратегию пропаганды предоставления архиву статуса самостоятельного юридического лица.
В 2007 году Правительство объявило о создании новой организации, Экран Австралии, которая должна была объединить основные функции Корпорации по финансированию фильмов, Австралийской комиссии по кинематографии (включая архив) и Фильм Австралии.

### Государственное учреждение
После выборов в ноябре 2007 года Правительство реализовало предвыборное обещание выделить архив в самостоятельное государственное учреждение. Соответствующий закон был принят 20 марта 2008 года и вступил в силу 1 июля 2008 года. Это привело систему управления архивом в соответствие с системой управления многими другими крупнейшими культурными организациями Австралии, такими как Национальная библиотека Австралии, Национальная галерея Австралии и Национальный музей Австралии.

## Коллекции
Национальная коллекция включает более 1,3 миллиона предметов. В дополнение к дискам, киноплёнкам, видео, аудиозаписям, цилиндрам фонографов и радиозаписям коллекция включает сопутствующие документы и артефакты, такие как плакаты, флаеры, рекламные проспекты, сценарии, костюмы, реквизит, памятные предметы и звуко-, видео- и кинооборудование.
Среди примечательных предметов коллекции можно выделить:
- Коллекция австралийской кинохроники, 1929—1975: обширная коллекция из 4 000 киножурналов и документальных фильмов, рассказывающих обо всех крупнейших событиях австралийской истории, спорта и развлечений. В 2003 году включена в Австралийский список Память мира.
- Келли и его молодцы: первый в мире повествовательный полнометражный художественный фильм, снятый режиссёром Чарльзом Тейтом в 1906 году. Включен в список Память мира ЮНЕСКО в 2007 году.

### Специальные коллекции
- Национальный обменный фонд фильмов и видео. Содержит более 16 000 наименований. Коллекция передана архиву из Национальной библиотеки Австралии 1 июля 2008 года.
- Австралийский архив джаза.
- Обменная коллекция качественных кинофильмов, в которой содержатся копии кинолент качества премиум, приемлемых для показа во время престижных мероприятий. В эту коллекцию входит также Кинематографическое собрание Кодак/Атлаб, в которое входит 50 новых копий австралийских цветных фильмов, отреставрированных в 2000—2005 годах.
- Коллекция устной истории.

## История здания

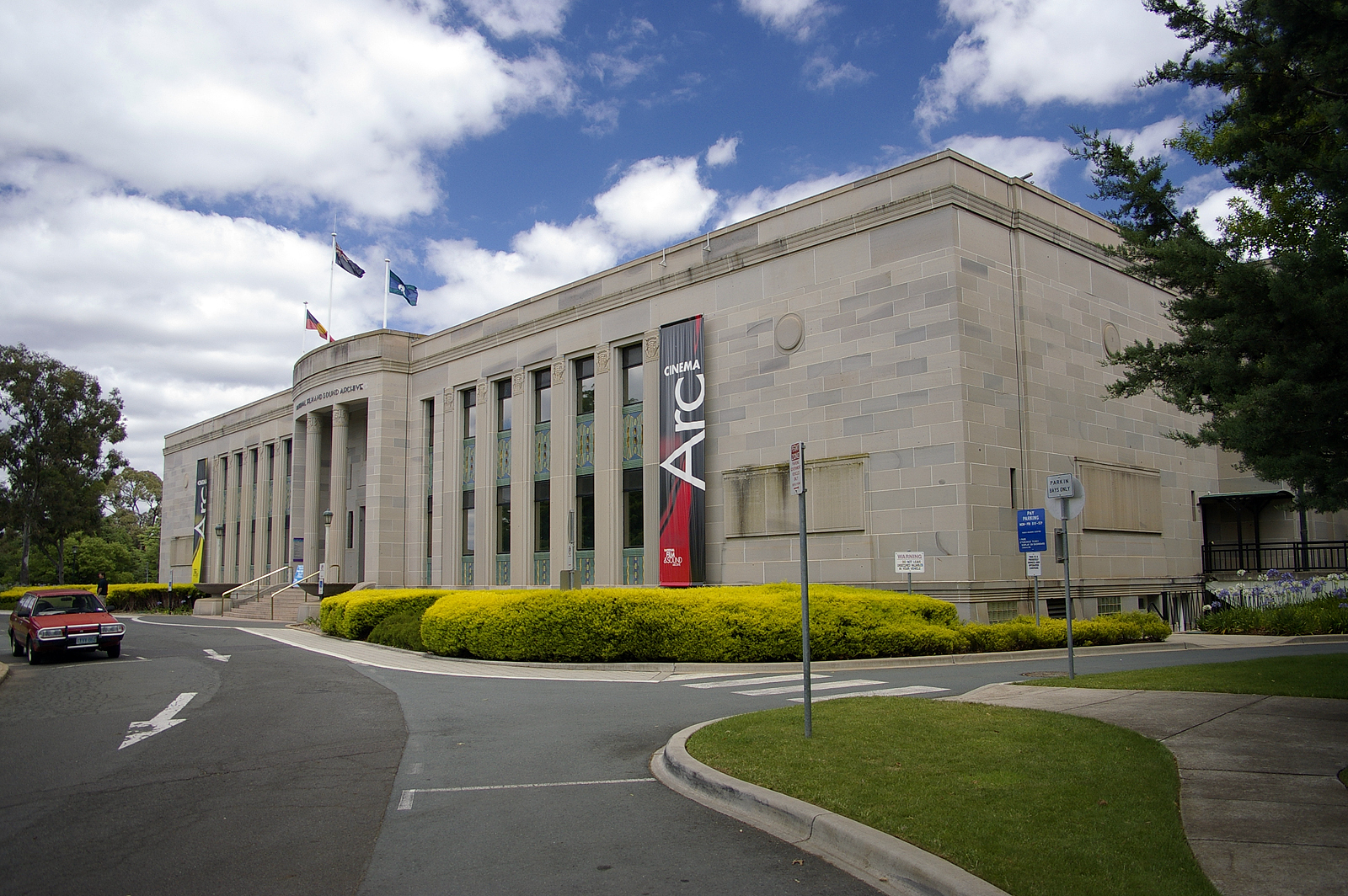
Вид на здание архива с перекрёстка МакКой

Здание, в которое в 1984 году переехал архив, в 1931—1984 годах занимал Австралийский институт анатомии. Изначально здесь хранилась анатомическая коллекция сэра Колина Маккензи. Среди экспонатов было сердце знаменитой австралийской скаковой лошади Фар Лэп.
Здание часто относят к стилю ар-деко, хотя технически архитектурный стиль относится к «голой классике конца XX века», упрощённому и модернизированному стилю античных Греции и Рима. Для зданий этого стиля характерны симметричный фасад, горизонтальная крыша, классические колонны и центральный вход. Часто используются традиционные строительные материалы, такие как камень и терракота. Влияние ар-деко выражено в частом и последовательном применении по всему зданию декора с использованием черт и мотивов местной флоры, фауны и искусства аборигенов. Маски известных учёных на стенах фойе напоминают о прежней жизни здания в качестве Института анатомии. За фойе расположен ландшафтный внутренний двор.
В здании имеются театр и исследовательский центр. В 1930-х годах театр был местом встреч одного из первых кинематографических обществ Австралии — Кинематографического общества Канберры.
В 1999 году здание было расширено под нужды архива. Архитектура нового крыла придерживается стиля основного здания, а декор и отделка совпадают с первоначальными.

## Премии

### Премия Кена Холла за сохранение фильмов
Премия учреждена архивом в 1995 году как дань памяти режиссёру Кену Холлу. Она присуждается «лицам, группам лиц или компаниям (австралийским или международным) за выдающийся вклад в дело сохранения движущихся изображений» в Австралии. Лауреатами премии становились:
- 2009 Ян Данлоп
- 2006 Пол Кокс
- 2005 Филлип Нойс
- 2004 Грэхем Ширли
- 2003 Том Нёрс
- 2002 Джуди Адамсон
- 2001 Мюррей Форрест
- 2000 Энтони Бакли
- 1999 Джоан Лонг
- 1998 не присуждалась
- 1997 Кодак Австралия
- 1996 Питер Уир
- 1995 Алан Ридж и Руперт Мёрдок

### Национальная премия за фольклорные записи
Начиная с 2001 года в рамках Национального фольклорного фестиваля архив проводит награждение Национальной премией за фольклорные записи «для поощрения и награждения выдающегося мастерства в записи австралийского фольклора». Победители отбираются из записей, представленных участниками Национального фольклорного фестиваля. Жюри состоит из представителей Национального фольклорного фестиваля, радио ABC и архива.
- 2009 Urban Sea Shanties Фреда Смифа и группы The Spooky Men's Chorale
- 2008 The Next Turn группы Trouble in the Kitchen
- 2006 Diamond Wheel Кейт Фаган
- 2005 Songs of the Wallaby Track Дэйва де Хьюгарда
- 2003 Swapping Seasons Кейт Бьюрк и Рата Хазлтона
- 2002 Bagarap Empires Фреда Смифа[4]
- 2001 Follow the Sun Симэна Дэна